# Land Rover Range Rover Classic
Le Range Rover Classic est un véhicule de type tout-terrain luxueux produit par le constructeur automobile britannique Land Rover de 1970 à 1996. Il est disponible uniquement en carrosserie deux portes jusqu'en 1981, date à laquelle une version quatre portes est disponible. La version deux portes est fabriquée jusqu'en janvier 1994. 
Le Range Rover Classic représente la première génération de véhicules produits de la gamme Range Rover. Durant l'essentiel de son histoire, il a été connu simplement sous le nom de « Range Rover ». Land Rover a lancé le nom de « Range Rover Classic » pour la brève période où le modèle a été commercialisé à côté de son successeur, le Range Rover P38A, puis le nom de Range Rover Classic a été appliqué par commodité et de manière rétroactive à ce modèle de première génération.

## Historique

### Avant le Range Rover Classic

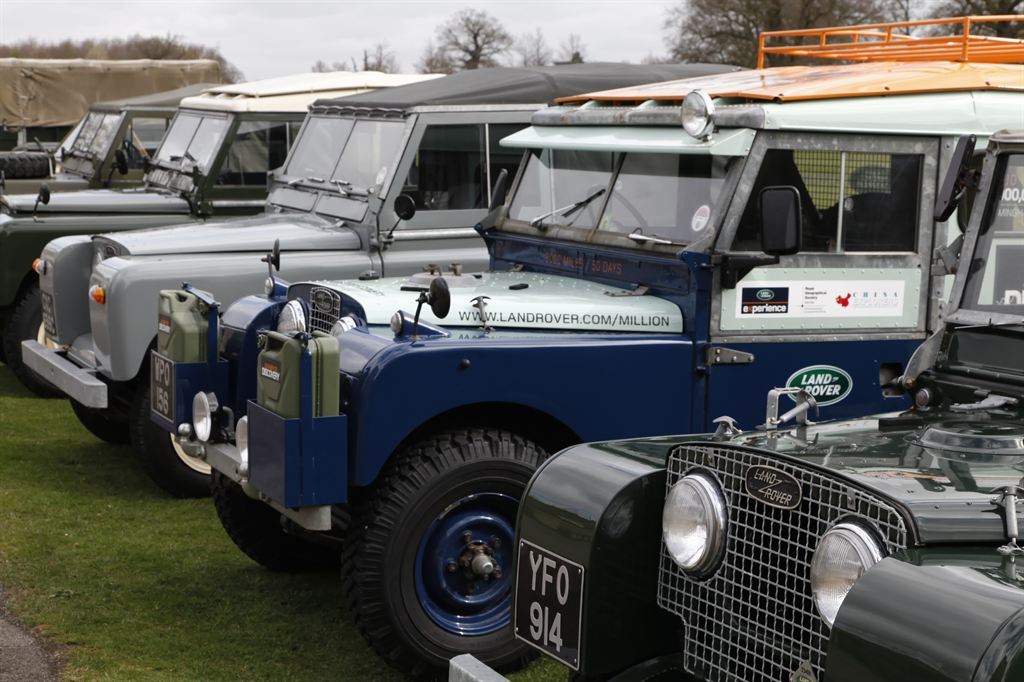
Les premiers Land Rover.

Bien que destiné à être un remède d'après-guerre afin de remettre à flot l'économie de la marque Rover, les développeurs Maurice et Spencer Wilks, lancent en 1948 le tout-terrain Land Rover, qui sera un véritable succès dans le monde entier et se vendant largement mieux que les voitures de luxe habituelles de la marque. Ce modèle ne sera pas commercialisé directement par la marque Rover mais une filiale nommé tout simplement Land Rover.
Le véhicule Land Rover a été conçue pour être de prix abordable, simple à fabriquer et propre à accomplir un travail dur en terrain rural : c'était un véhicule de base, d'un confort minimum. Sur les premiers véhicules, la bâche, les sièges passagers et les portières étaient même en option. Dès le début, Rover a compris qu'un marché existait pour un Land Rover plus confortable et plus civilisé : en 1949, le Land Rover Series I - Station Wagon a été lancé. Avec une carrosserie à ossature en bois construite par le carrossier britannique 
Tickford, il sera équipé de tapis de sol, d'un appareil de chauffage, d'un pare-brise d'une seule pièce et d'autres éléments de confort. Il sera également disponible en sept places assises. Mais sa fabrication à la main a maintenu des prix élevés, si bien que moins de 700 exemplaires ont été construits avant la cessation de la production, dès 1951.
En 1954, le deuxième véhicule Land Rover est lancé, le Series I - Station Wagon 107, cette fois construit par l'entreprise Rover elle-même. Cette nouvelle version est beaucoup plus efficace, mais vise l'utilisateur professionnel qui a besoin d'un véhicule tout-terrain de transport de personnel, plutôt qu'un acheteur exigeant le confort d'une automobile. Le Station Wagon 107 était basé sur la variante commerciale du Land Rover de base, avec des sièges adaptés à l'espace de chargement et des fenêtres découpées dans les flancs. Bien que disponible avec des fonctionnalités telles qu'éclairage intérieur, chauffage, garnitures de portes, tapis de sol et sièges améliorés, il conservait, du véhicule de base, une suspension solide et efficace, mais très ferme, ainsi qu'une tenue de route assez médiocre.
À la fin des années 1950, Rover était convaincu qu'il y avait place pour un véhicule combinant la ténacité du Land Rover et le confort d'une berline tel que la P4. En 1958 ont été construits les premiers Road Rover, constitués d'un châssis et d'un train roulant de Land Rover agrémenté d'une carrosserie break lui donnant l'aspect d'une vraie voiture. Le Road Rover visait des marchés comme l'Afrique et l'Australie, où les automobilistes sont confrontés à de longs trajets sur des routes non goudronnées, où un véhicule à quatre roues motrices et suspension dure était un avantage.

### Idées et concepts
Dans les années 1960, Rover prenait conscience de l'évolution des véhicules utilitaires de sport (SUV) en Amérique du Nord. Les SUV tels que l'International Harvester Scout et le Ford Bronco offraient un mélange réussi de confort routier et de capacité en tout-terrain, telle qu'on la connaissait sur les jeeps et les Land Rover. Le Jeep Wagoneer prouva la validité de ce genre de véhicule. Le dernier élément de ce qui allait devenir le concept Range Rover a été fourni par le président de Rover USA qui, frustré par l'absence d'un véhicule britannique capable de rivaliser avec les nouveaux SUV américains, envoya à Rover un montage constitué d'un Land Rover 88 Series II équipée d'un moteur V8 Buick qui apportait de bien plus grandes performances sur route que toutes les Land Rover fabriquées jusque-là.
Rover ayant reconnu l'émergence de ce nouveau marché de tout-terrain de loisirs, Charles Spencer King eut la charge, en 1967, d'engager le programme Station Wagon 100 pouces pour une voiture capable d'affronter la concurrence. Il définit rapidement la disposition de base du nouveau véhicule, sachant bien que, dans les longs voyages, seuls les ressorts hélicoïdaux pourraient allier le confort des voitures de luxe à la solidité en tout-terrain des Land Rover. Spencer King était également convaincu que la transmission à quatre roues motrices permanentes était nécessaire, pour des raisons d'efficacité, mais aussi pour absorber la puissance développée par le moteur V8. Cela nécessitait la conception d'une unité de transmission entièrement nouvelle, mais Rover pouvait répartir les coûts de développement entre le projet du Station Wagon 100 pouces et celui du 101 Forward Control[Quoi ?]. L'adoption par Rover du moteur V8 Buick en alliage léger avait fourni la motorisation idéale pour le nouveau 4x4, qui devait être tout à la fois puissant, léger et robuste. Diverses modifications ont été apportées à la conception pour répondre à l'utilisation du Range Rover, tels que des carburateurs capables d'assurer tout à la fois l'approvisionnement en carburant à des valeurs extrêmes et l'alimentation du moteur lors d'un démarrage à la manivelle en cas de besoin.

### Lancement

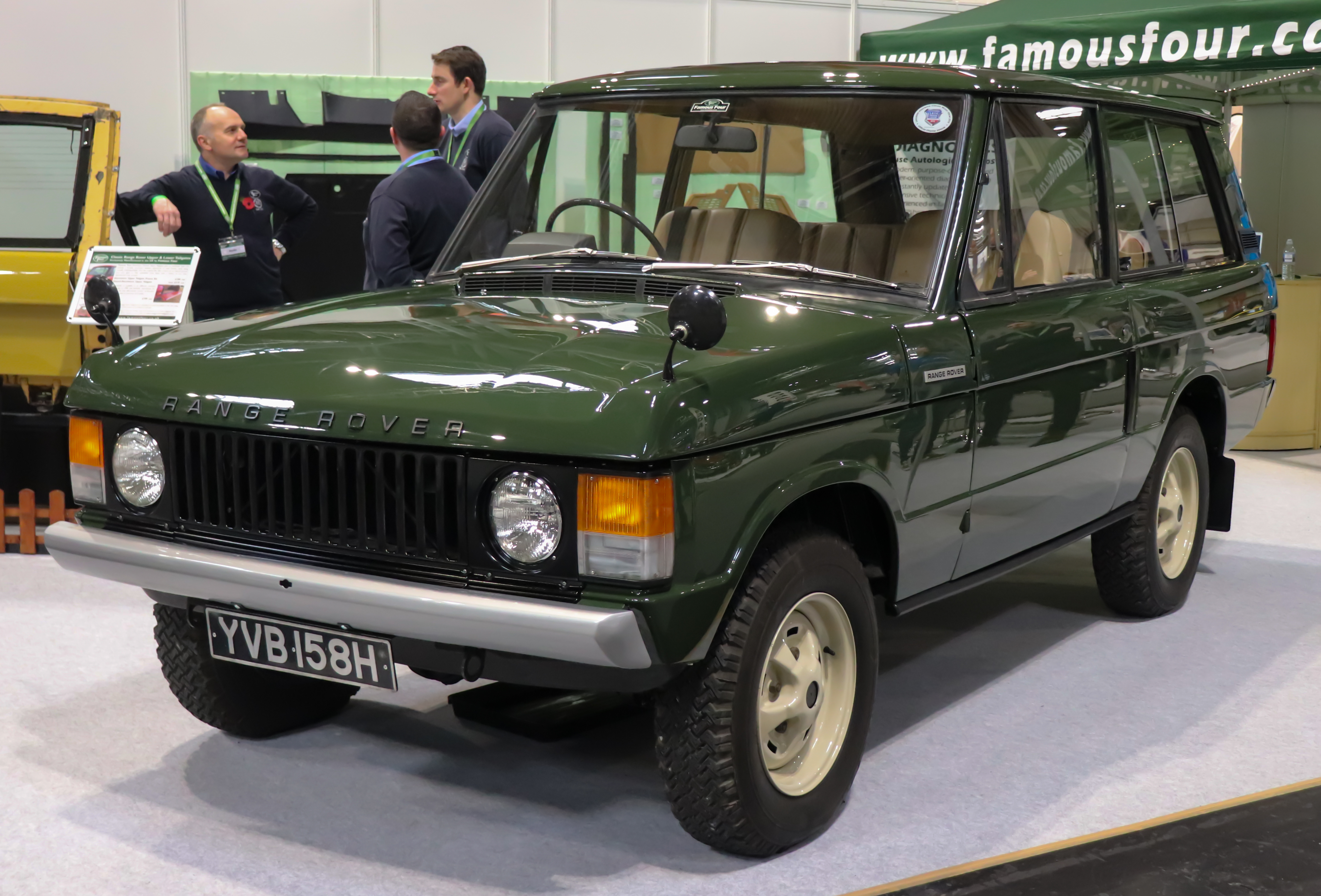
Un Land Rover Range Rover de 1970.

Le véhicule définitif, lancé en 1970 avec une carrosserie redevable à l'équipe d'ingénierie plus qu'à la division de style du designer automobile David Bache, a été commercialisé comme « une voiture pour toutes les raisons » (A Car For All Reasons). Dans sa forme originale, le Range Rover avait de meilleures capacités en tout-terrain que le Land Rover, mais était surtout beaucoup plus confortable, offrant une vitesse de pointe de 160 km/h, une capacité de remorquage de 3,5 tonnes, un accueil spacieux pour cinq personnes et des caractéristiques innovantes telles qu'une boîte à quatre vitesses à double rapport, une transmission à quatre roues motrices permanentes et des freins à disques sur les quatre roues.

### Restylage et arrêt définitif
Le Range Rover Classic sera légèrement restylé en 1980. La première montée en gamme eut lieu en 1984, avec des garnitures en cuir et une boîte de vitesses automatique en option ; suivie en 1985 par un rajeunissement du tableau de bord et de nouvelles garnitures de portes avec incrustations en noyer.
L'avant du Range Rover a été remanié en 1986. Une nouvelle grille en plastique à lattes horizontales est apparue, avec des emplacements pour des phares anti-brouillard en option. Les poignées de portes ont été redessinées et la base des sièges avant abaissée, au détriment des passagers arrière, mais améliorant considérablement le confort à l'avant pour les personnes de grande taille. D'autres changements concernaient les fenêtres, le hayon et le capot, mais rien dans la conception générale. Les charnières de capot et de portes sont devenues invisibles et le bouchon de remplissage de carburant a été dissimulé derrière une trappe articulée.
La production et commercialisation du Range Rover Classic a été arrêté définitivement en 1996.

Un Range Rover Classic de 1995
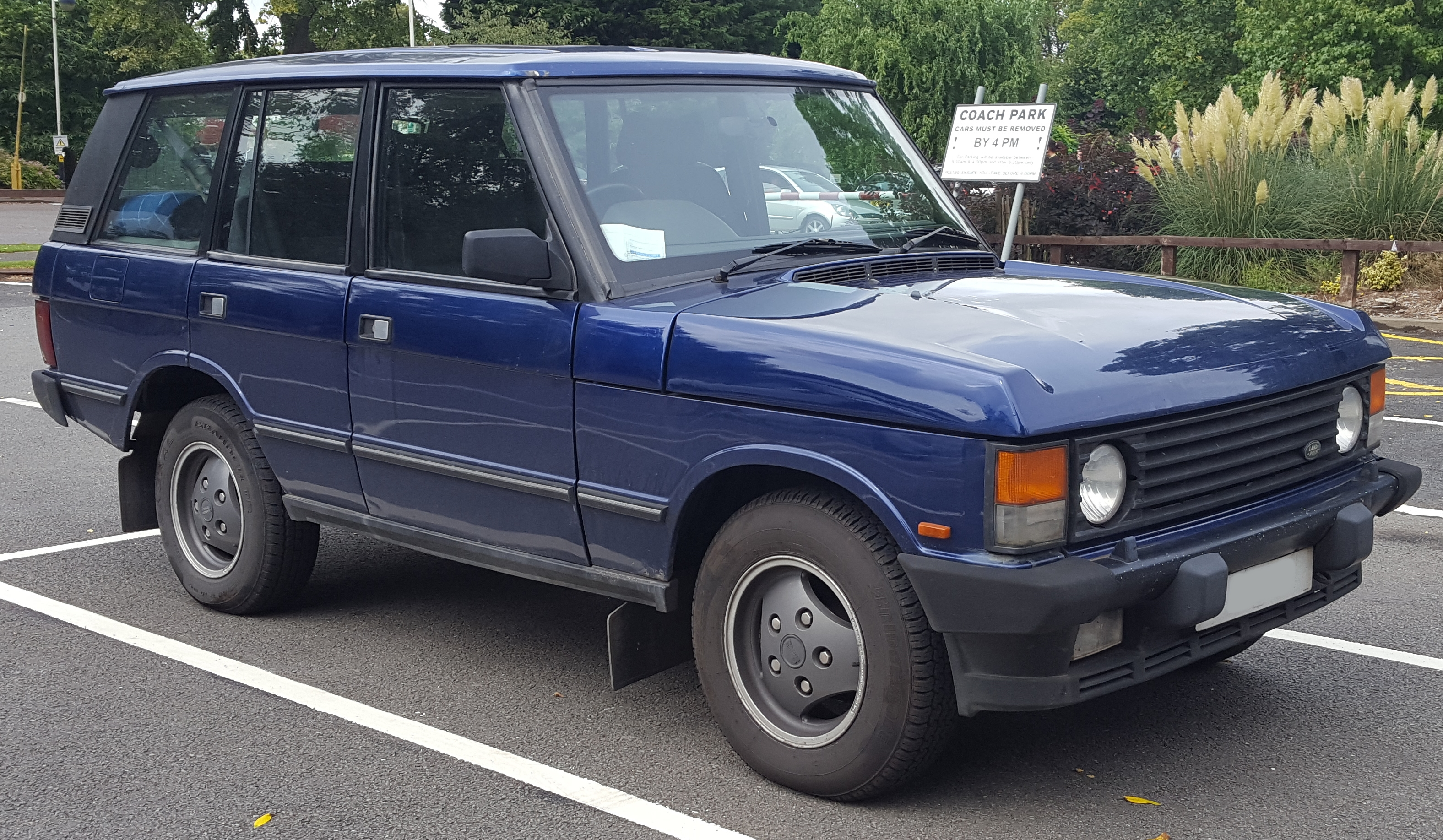
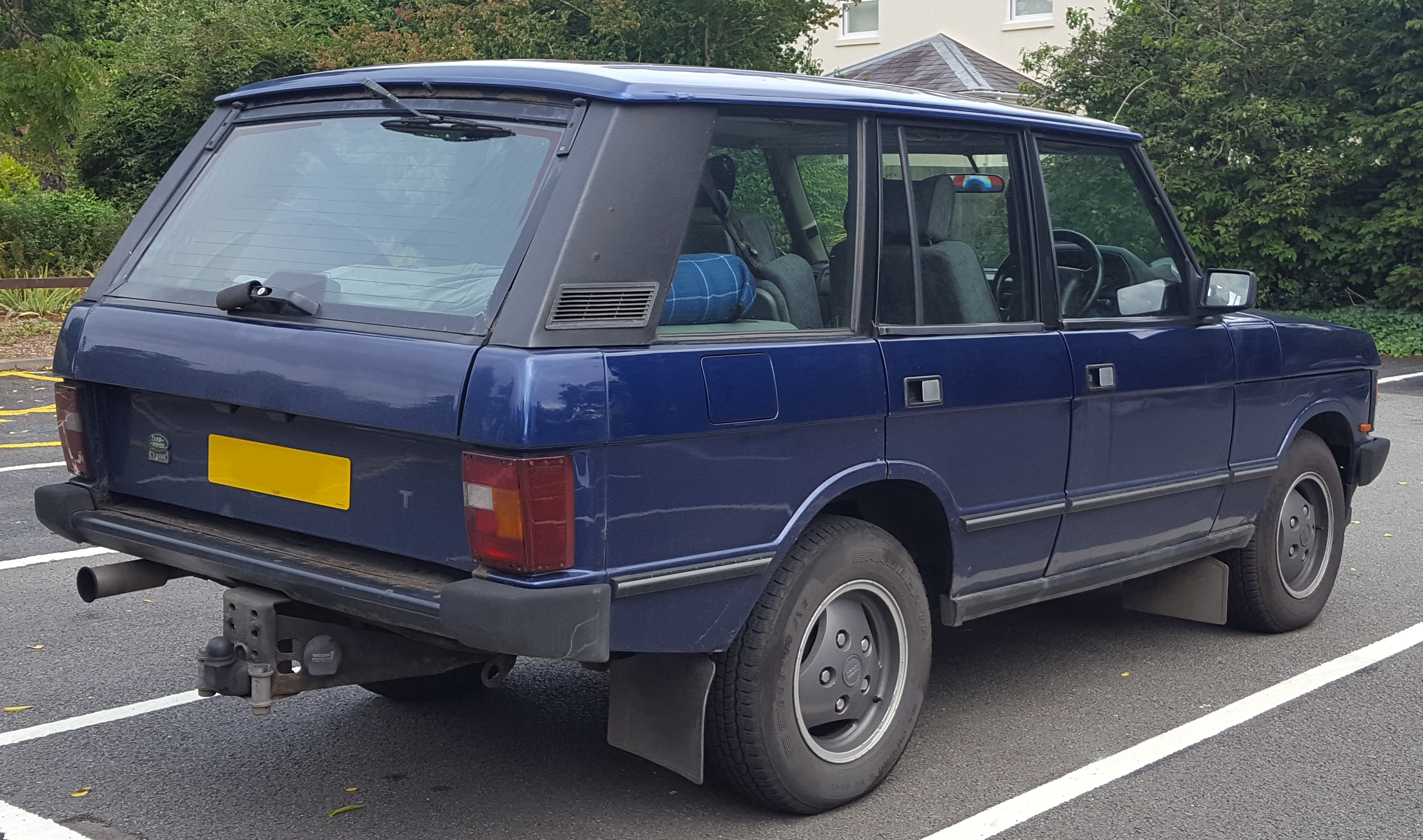

### Résumé du Range Rover Classic
- Années 1950 : premier projet appelé Road Rover.
- 1970 : lancement du Range Rover Classic.
- 1980 : lancement de la seconde version.
- 1986 : remplacement des carburateurs par un système d'injection électronique de carburant et apparition des moteurs diesels.
- 1996 : arrêt définitif de la commercialisation.

| Générations                                | Production | Dérivés de chez Land Rover | Modèles similaires         |
| ------------------------------------------ | ---------- | -------------------------- | -------------------------- |
| Range Rover Classic Phase I (1970 - 1980)  |            | Aucun                      | Mercedes-Benz Geländewagen |
| Range Rover Classic Phase II (1980 - 1996) |            | Land Rover Defender        | Mercedes-Benz Classe G     |

## Les différentes versions

### Les carrosseries

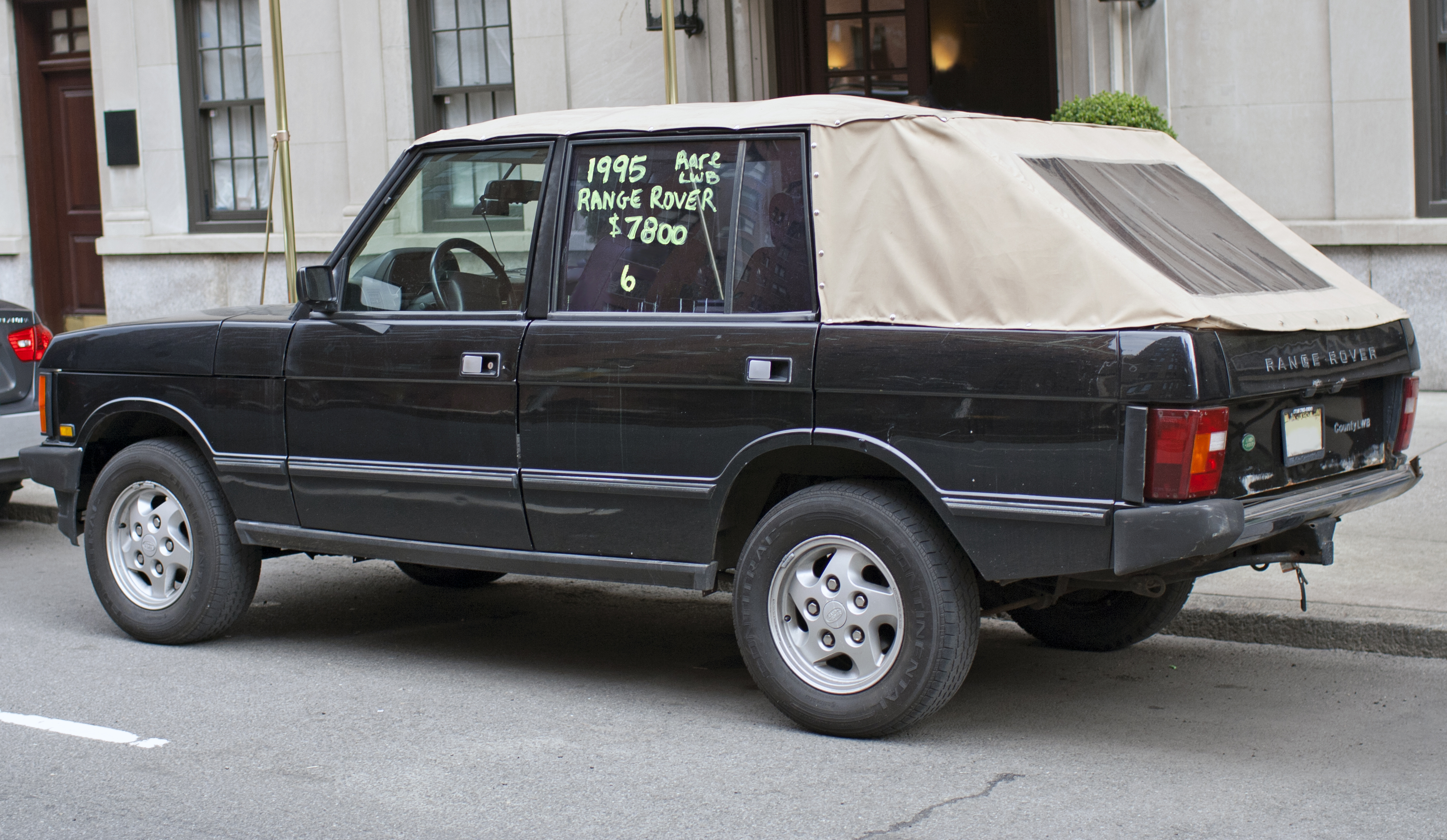
Range Rover cabriolet 4 portes.

#### Deux portes
Version de base du Range Rover Classic. Longueur d'environ 4,45 m et empattement de 100 pouces (2,54 m).

#### Quatre portes
Longueur d'environ 4,65 m et empattement de 108 pouces (2,74 m).
Ce type de carrosserie est commercialisé en 1981 et fût un véritable succès à tel point que, dès 1984, la carrosserie à deux portes ne fut plus proposée au Royaume-Uni, bien que produite jusqu'en janvier 1994, principalement pour le marché français. Jusque-là, les Range Rover n'avaient que deux portes, rendant l'accès aux places arrière assez difficile. Ces portes étaient également très lourdes et volumineuses. Plusieurs entreprises avaient proposé des conversions à quatre portes dès la fin des années 1970, dont une, celle du carrossier Monteverdi, avait été approuvé à des fins de garantie par Land Rover et fut suivie de près lorsque Land Rover lança son propre modèle à quatre portes.

#### Autres
De nombreux carrossiers indépendant et préparateurs automobiles ont remaniés le Range Rover Classic, en version cabriolet, en modèle six roues, ou six portes ainsi que de nombreux autres conversions pour différents usages professionnels comme pour la police, les ambulances, le sauvetage, la chasse, et d'autres professions.

### Les séries spéciales et versions spécifiques

#### Great Divide
L'édition Great Divide a été introduite en 1990. De cette édition limitée, seulement 409 exemplaires ont été produits entre 1990 et 1991, dont neuf ont été utilisés à des fins promotionnelles et 400 ont été commercialisés. Le nom vient de l'expédition Great Divide : un road trip de plus de 1 800 km à travers les États-Unis sur une partie du Continental Divide Trail fait en 1989 sur une durée de 12 jours. Les voitures étaient toutes peintes en blanc alpin et, en plus de toutes les options disponibles à l'époque, elles étaient équipées d'un intérieur unique en cuir brun alezan.
En 2014, pour célébrer les 25 ans du road trip, Land Rover recréera l'expédition de 1989 avec des versions non modifiées du Range Rover L405 de 2012. Land Rover créera également une réplique du Range Rover Classic. Il a été ensuite vendu aux enchères en août de la même année,.

#### Version Rallye
- Voir : Range Rover Classic Rallye.

## Caractéristiques

### Dimensions
|                             | Range Rover Classic (2 portes)            | Range Rover Classic (4 portes)            |
| --------------------------- | ----------------------------------------- | ----------------------------------------- |
| Longueur                    | 4 445 mm                                  | 4 648 mm                                  |

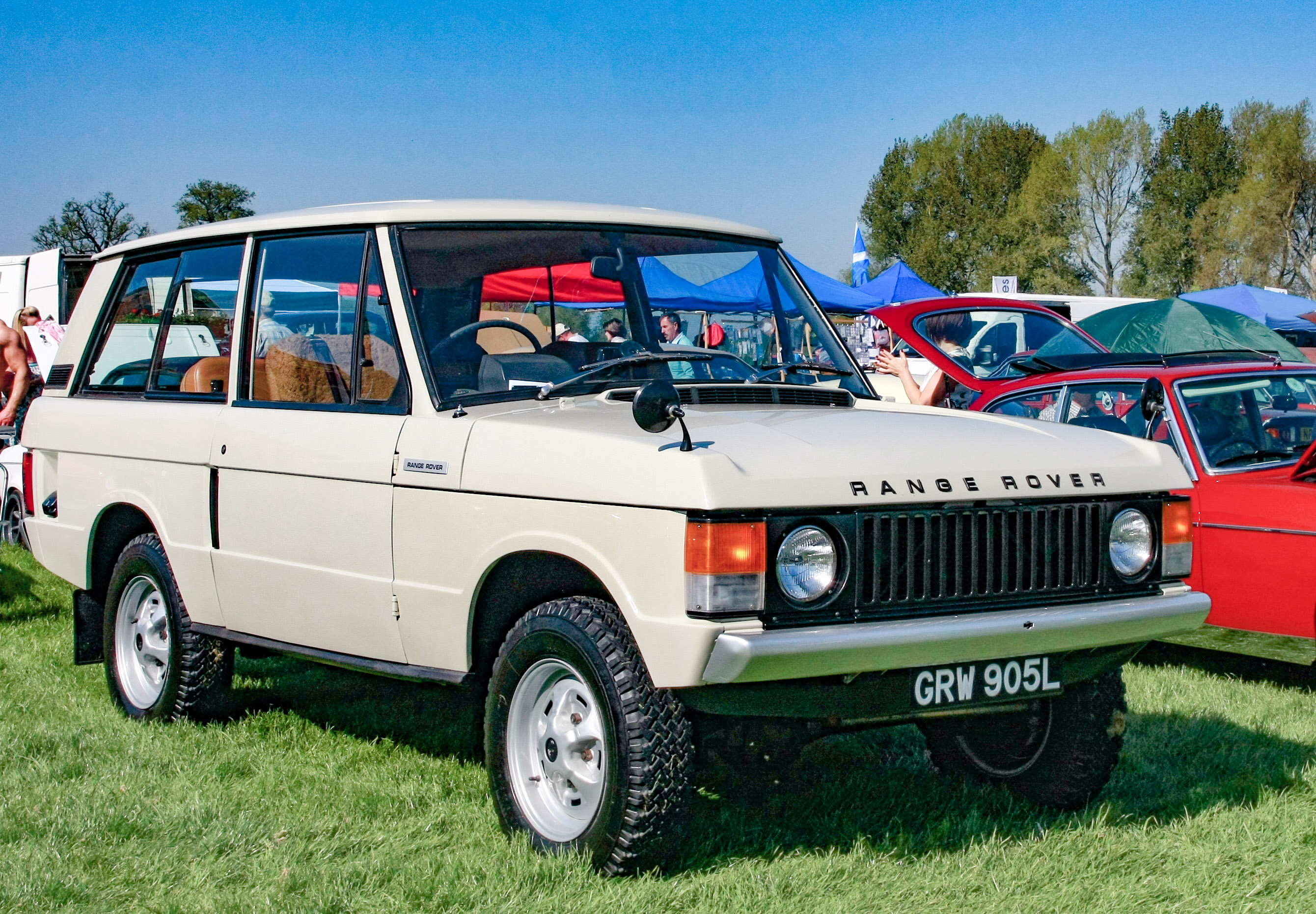
Première version du Range Rover Classic.

| Largeur (sans rétroviseurs) | 1 781 mm                                  | 1 781 mm                                  |
| Hauteur                     | 1 801 mm (1970-1980) 1 781 mm (1980-1996) | 1 801 mm (1970-1980) 1 781 mm (1980-1996) |
| Empattement                 | 2 540 mm                                  | 2 743 mm                                  |
| Coffre                      |                                           |                                           |
| Rayon de braquage           |                                           |                                           |
| Masse à vide                | Selon moteur                              | Selon moteur                              |
| P.T.A.C.                    | 3 500 kg                                  | 3 500 kg                                  |
| Réservoir                   | 75 à 90 L                                 | 75 à 90 L                                 |

### Chaîne cinématique

#### Moteurs

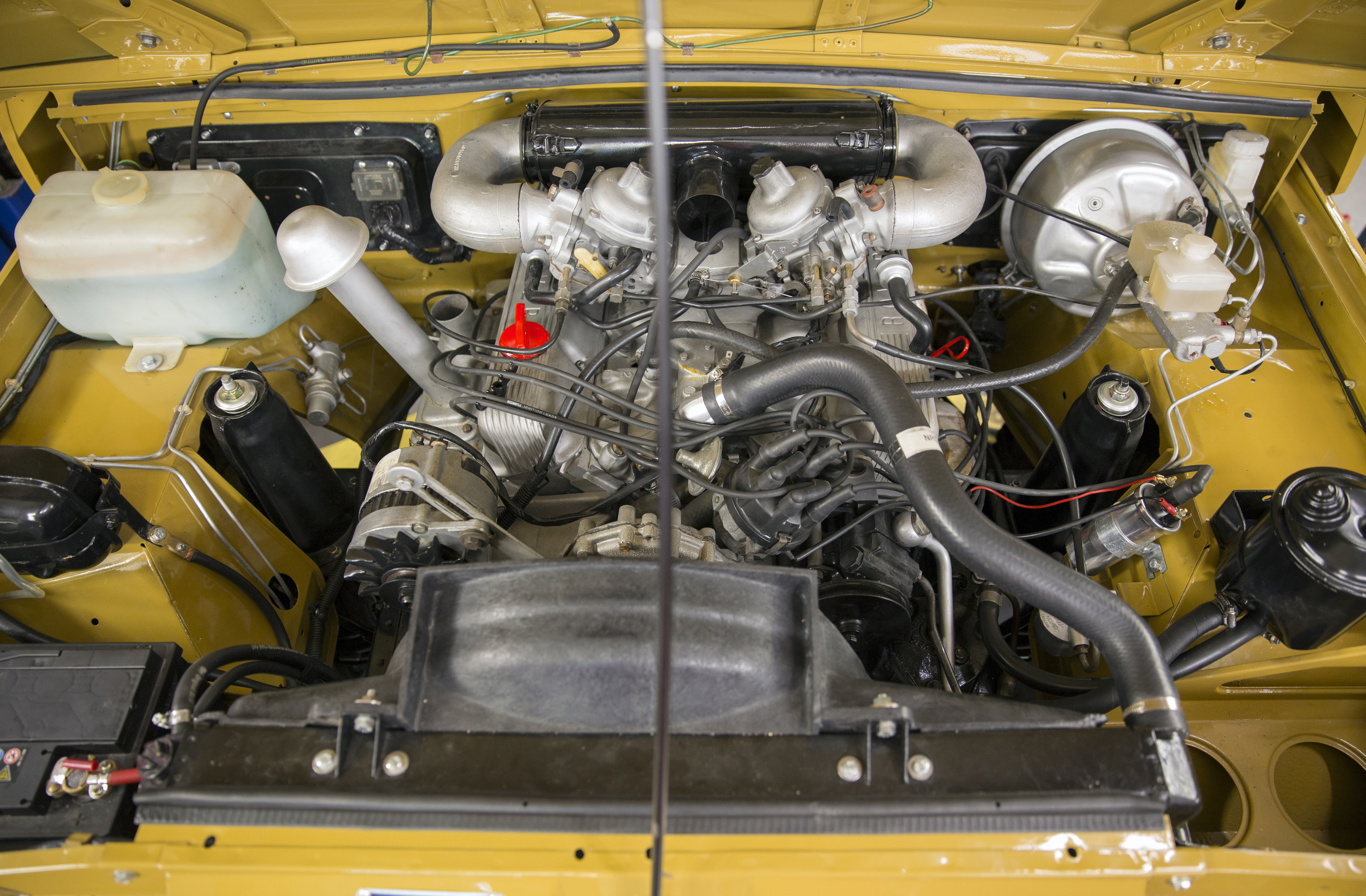
Moteur Rover V8 de 1973.

À l'origine, le Range Rover a été équipé d'une version bridée du moteur Rover 132 ch dérivé des V8 Buick. Le moteur de 3,5 litres a vu sa cylindrée portée à 3,9 litres à partir de 1990, puis à 4,2 litres en 1992 .
Les moteurs essence Range Rover ont été équipés de carburateurs puis remplacés en 1986 par un système d'injection électronique de la marque Lucas, procurant à la fois des meilleures performances et des économies d'essence. Le système d'injection Lucas a continué à évoluer au cours des années suivantes, aboutissant en 1990-1995 au système Lucas 14CUX. Certains marchés d'exportation ont conservé des carburateurs, mais les unités d'origine fabriquées par Zénith-Stromberg ont été remplacés par des unités Skinners Union (SU).
À partir de 1979, Land Rover a collaboré avec Perkins sur un projet dénommée « Iceberg », visant à développer une version diesel du moteur V8 de 3,5 litres du Range Rover. Des études furent menées parallèlement sur des versions atmosphérique et sur des versions turbo, mais les blocs moteurs en alliage léger ne résistaient pas aux pressions beaucoup plus élevées du fonctionnement en diesel. Le projet a donc été abandonné. Les efforts visant à renforcer le moteur Rover V8 pour le fonctionnement en diesel ne furent cependant pas complètement abandonnés : ils aboutirent au montage dans la version 4,2 litres à essence de vilebrequins développés dans le projet Iceberg.
En raison de l'échec d'Iceberg, il a fallu attendre 1986 pour que sortent d'usine des Range Rover équipés de moteurs diesel, le choix se portant sur le diesel italien VM Motori à 4 cylindres en ligne de 2,4 litres, modèle distribué sur le marché européen sous le nom de Turbo D, qui fut porté à 2,5 litres en 1989. Les moteurs VM étaient les moteurs diesel les plus avancés de leur temps, mais ils ont été mal reçus par la presse britannique, qui avait toujours tendance à comparer leurs performances aux modèles V8 à essence. Pour contrer ces critiques, Land Rover utilisa un Range Rover Turbo D pour battre plusieurs records de vitesse et d'endurance dans la catégorie des véhicules diesel en 1987, notamment dans une épreuve en continu sur 24 heures à plus de 100 miles/heure (160 km/h). Le moteur diesel VM a finalement cédé la place au moteur diesel Land Rover 200Tdi turbocompressé en 1992 et au 300Tdi à la fin de 1994.
| Modèle                                | Construction | Moteur + Nom      | Cylindrée         | Performance                    | Couple                 | 0 à 100 km/h | Vitesse maxi | Consommation + CO2    |
| Classic V8 (Manuelle 4)               | 1970 - 1982  | V8 à 90° Rover V8 | 3 528 cm3 (3,5 L) | 97 kW (132 ch) à 5 000 tr/min  | 253 N m à 2 500 tr/min | ... s        | 155 km/h     | ... l/100 km ... g/km |
| Classic V8 (Manuelle 5)               | 1983 - 1988  | V8 à 90° Rover V8 | 3 528 cm3 (3,5 L) | 94 kW (128 ch) à 4 000 tr/min  | 258 N m à 2 500 tr/min |              | 155 km/h     |                       |
| Classic V8 Efi (Manuelle 5)           | 1985 - 1987  | V8 à 90° Rover V8 | 3 528 cm3 (3,5 L) | 123 kW (168 ch) à 4 000 tr/min | 279 N m à 2 500 tr/min |              | 170 km/h     |                       |
| Classic V8 Efi (Automatique 4)        | 1988 - 1989  | V8 à 90° Rover V8 | 3 528 cm3 (3,5 L) | 120 kW (163 ch) à 4 750 tr/min | 270 N m à 3 000 tr/min | 12,4 s       | 166 km/h     |                       |
| Classic (Manuelle 5)                  |              | V8 à 90° Rover V8 | 3 528 cm3 (3,5 L) | 114 kW (155 ch)                |                        |              |              |                       |
| Classic V8 3.9 (Manuelle 5)           | 1990 - 1995  | V8 à 90° Rover V8 | 3 947 cm3 (3,9 L) | 134 kW (182 ch) à 4 750 tr/min | 311 N m à 2 600 tr/min | 12,7 s       | 180 km/h     |                       |
| Classic 4.3 Vogue LSE (Automatique 4) | 1992 - 1995  | V8 à 90° Rover V8 | 4 278 cm3 (4,3 L) | 147 kW (200 ch) à 4 850 tr/min | 340 N m à 3 250 tr/min |              | 178 km/h     |                       |

| Modèle                       | Construction    | Moteur + Nom                         | Cylindrée         | Performance                   | Couple                 | 0 à 100 km/h | Vitesse maxi | Consommation + CO2    |
| Classic Turbo D (Manuelle 5) | 1986 - 10/1988  | 4 cylindres en ligne VM - HR 492 OHV | 2 393 cm3 (2,4 L) | 78 kW (106 ch) à 4 200 tr/min | 233 N m à 2 400 tr/min | ... s        | 153 km/h     | ... l/100 km ... g/km |
| Classic Turbo D (Manuelle 5) | 11/1988 - 1994  | 4 cylindres en ligne VM - 425 OHV    | 2 500 cm3 (2,5 L) | 89 kW (121 ch) à 4 200 tr/min | 284 N m à 1 950 tr/min |              | 157 km/h     | 9.6 l/100 km .        |
| Classic Tdi (Manuelle 5)     | 1992 - 1995     | 4 cylindres en ligne Rover           | 2 450 cm3 (2,4 L) | 83 kW (113 ch) à 4 700 tr/min | 260 N m à 1 800 tr/min | 18,1 s       | 150 km/h     | 7.8 l/100 km .        |
| Classic 300TDi (Manuelle 5)  | Fin 1994 - 1996 | 4 cylindres en ligne Rover           | 2 500 cm3 (2,5 L) | 83 kW (113 ch) à 4 700 tr/min |                        |              |              |                       |

#### Transmission et boîte de vitesses
Le Range Rover Classic est doté d'une transmission à quatre roues motrices permanente à différentiel central, contrairement à l'entraînement commutable roues arrière/quatre roues motrices des Land Rover Series. À l'origine, la seule boîte disponible était une manuelle à quatre rapports, jusqu'à ce que l'overdrive Fairey soit proposé en option après 1977. Une boîte de vitesses automatique à trois rapports Chrysler TorqueFlite est devenu optionnelle en 1982, remplacée en 1985 par une boîte ZF à quatre rapports, couplée à une boîte de transfert LT230. L'autre mise à niveau majeure au cours de la carrière du Range Rover a été, en 1983, le passage de la boîte de vitesses manuelle à quatre rapports LT95, combinée à sa boîte de transfert, à la  boîte à cinq rapports LT77 accompagnée de la boîte de transfert séparée LT230.

### Carrosserie

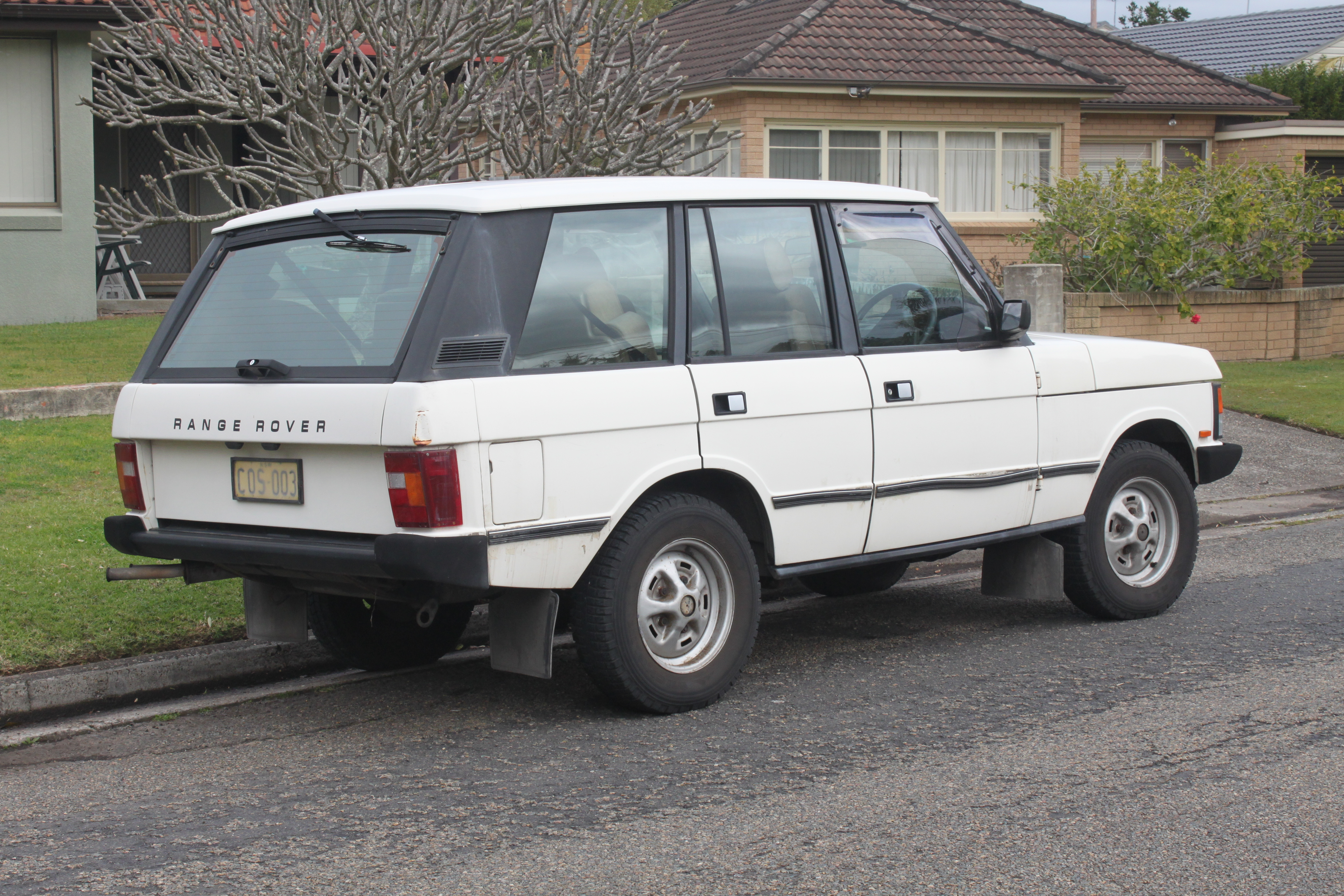
Range Rover Classic 4 portes.

Comme pour les autres Land Rover, la plupart des panneaux de carrosserie du Range Rover sont en alliage léger d'aluminium, à l'exception du hayon arrière en deux parties et du capot (mais ce dernier était réalisé en aluminium dans les tout premiers modèles). Outre quelques changements esthétiques mineurs,,, la carrosserie a très peu changé au cours de la première décennie. Cependant, alors que les Land Rover antérieurs avaient des panneaux de carrosserie laminés à partir d'une seule feuille d'aluminium, ceux du Range Rover étaient en tôles d'aluminium fixées sur un cadre de sécurité en acier, selon une toute nouvelle méthode appliquée avec succès sur la berline Rover P6. Cela a permis à la carrosserie du Range Rover d'avoir beaucoup plus de solidité structurelle, tout en conservant les qualités de légèreté et de résistance à la corrosion de l'aluminium. Alors que le cadre en acier a été conçu par l'équipe d'ingénierie, il était prévu que le styliste de Rover, David Bache, fournirait le dessin des panneaux extérieurs pour les véhicules de production. Pour les prototypes, les ingénieurs avaient conçu leurs propres panneaux de carrosserie de manière fonctionnelle, simplement pour protéger les occupants et permettre aux véhicules d'être conduits légalement sur la route. Mais la découpe des panneaux et le design du prototype furent jugés si bons que Mr Bache se contenta de modifier des détails comme la calandre définitive et l'implantation des feux avant.
Les premiers véhicules sortis de chaîne peuvent être distingués par leurs piliers arrière dépourvus du revêtement de vinyle adopté un peu plus tard.

### Châssis et suspension
Le Range Rover rompait avec les Land Rover de son temps par ses ressorts hélicoïdaux montés à la place des ressorts à lames. En raison de son poids, il reçut aussi des freins à disques sur les quatre roues. À l'origine, il n’y avait pas de direction assistée : celle-ci fut ajoutée quelques années plus tard. Le châssis du Range Rover était au début très sujet aux mouvements de roulis. Pour cette raison, la suspension fut abaissée de 20 mm en 1980 et plus tard agrémentée de barres anti-roulis. La suspension pneumatique a été introduite fin 1992, pour les modèles haut de gamme.
La plupart des Range Rover avaient un empattement de 100 pouces (2,54 m). Cependant, en 1992 est apparu un modèle plus luxueux, sous le nom de LSE au Royaume-Uni et 
County LWB (empattement long) aux États-Unis, fournissant aux passagers arrière une place pour les jambes inconnue sur les modèles à empattement de 100 pouces. Ces nouveaux 
modèles longs avaient un empattement de 108 pouces (2,74 m) et un moteur 4,2 litres.
Le châssis du Range Rover de 100 pouces est devenu la base du Land Rover Discovery, introduit en 1989.

### Options et accessoires

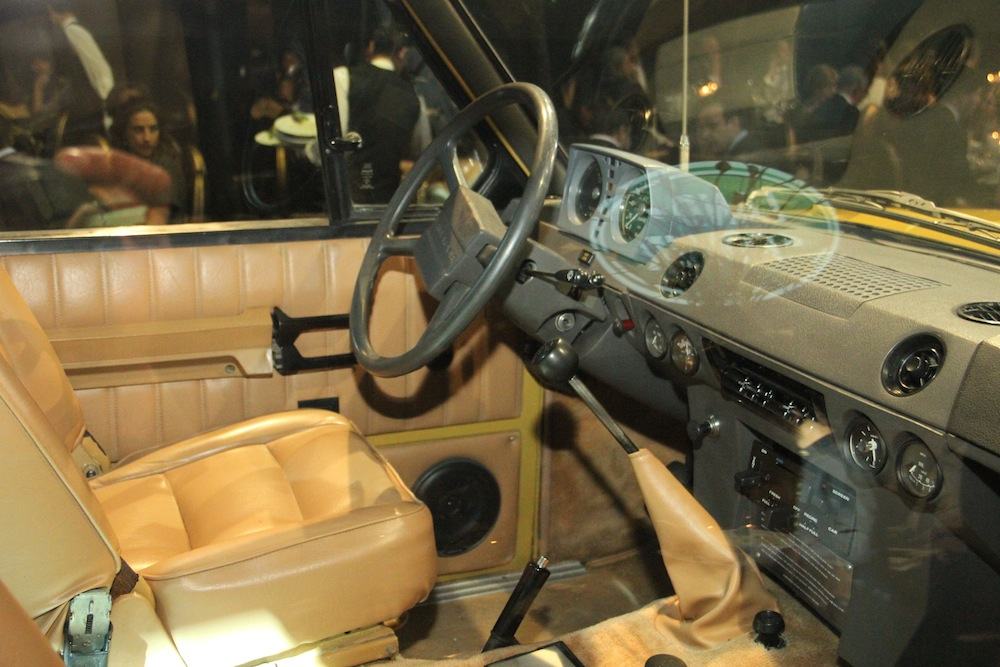
Intérieur du Range Rover Classic.

## Range Rover Classic Rallye

### Victoires en rallye-raid
- Paris Dakar : 1979 (1re édition) et 1981 ;
- Rallye de Tunisie : 1982 et 1984 ;
- Baja España-Aragón (Montesblancos) : 1984 ;
- Baja Portugal 1000 : 1989 et 1990...

À noter que le français Raoul Raymondis, en précurseur, a bâti sa carrière exclusivement avec ce véhicule durant les années 1980.

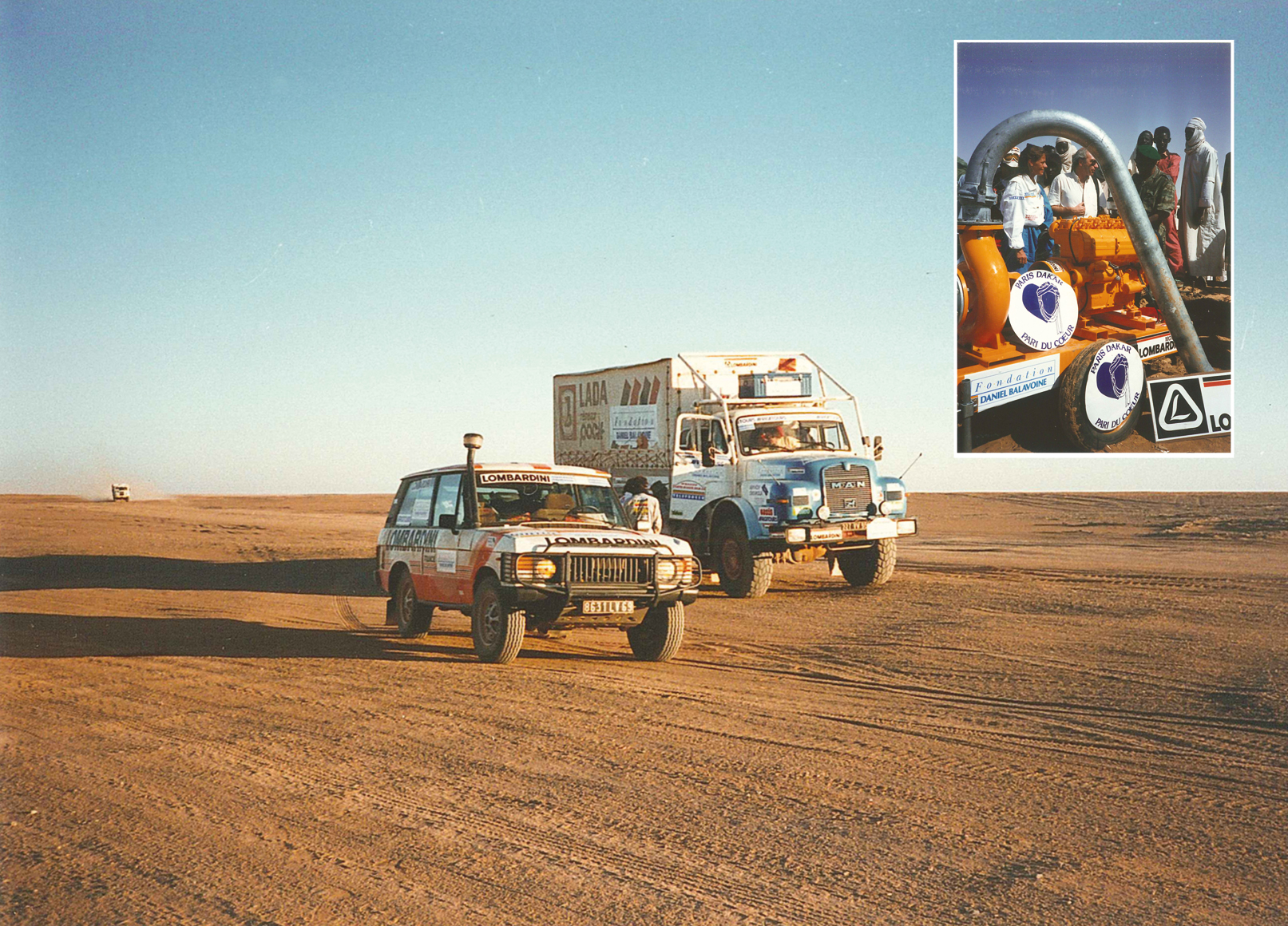
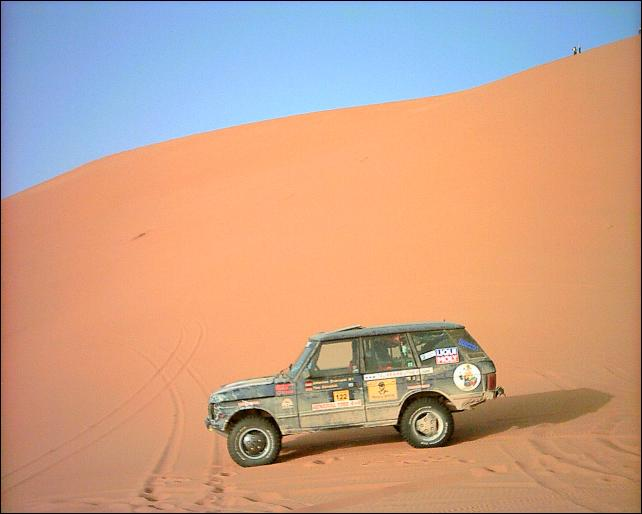